# Février 1784

## Naissances
- 22 février : John Eatton Le Conte (mort en 1860), naturaliste américain.
- 29 février : Leo von Klenze, architecte allemand († 27 janvier 1864).

## Décès
- 15 février : Pierre Joseph Macquer (né en 1718), médecin et chimiste français.